# Gåvoutfästelse
Gåvoutfästelse är en form av realavtal, d.v.s. ett löfte om en gåva är utan betydelse vid till exempel en bouppdelning. Först när gåvan överlämnas blir den en sakrättsligt avgörande punkt.

## Undantag
- Om gåvolöftet finns i urkund, till exempel ett gåvobrev, lämnat till mottagaren.
- Allmänhetens kännedom.